# Использование орудий труда обезьянами

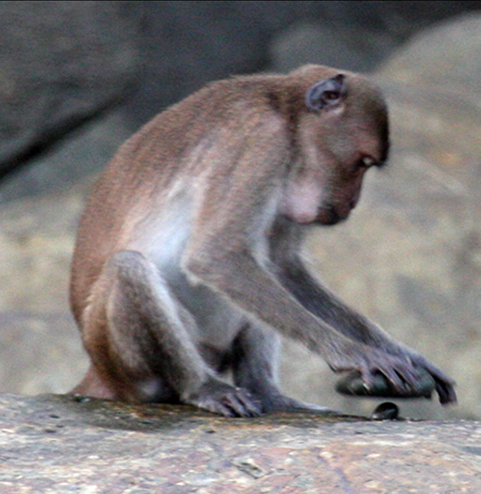
Макак-крабоед использует камень для убийства краба

Обезьянообразные приматы используют примитивные орудия труда вроде палок для достижения целей (добычи пищи, ухода за шерстью и т. д.). Существует множество дискуссий о том, что представляет собой инструмент и, следовательно, какое поведение можно считать истинным примером использования орудий.

## Примеры
Капуцины нередко разбивают орехи камнями, также выбирая для этого более удобные. В дикой природе было замечено, что мандрилы чистят свои уши с помощью модифицированных инструментов. Учёные засняли, как крупный самец мандрила в Честерском зоопарке обдирает ветку, по-видимому, чтобы сделать ее тоньше, а затем использует полученную палку для соскребания грязи с ногтей на ногах.

### Человекообразные
О применении инструментов неоднократно сообщалось как у диких, так и у содержащихся в неволе приматов, особенно у человекообразных обезьян. Приматы используют инструменты по-разному: для охоты (на млекопитающих, беспозвоночных, рыб), сбора мёда, обработки пищи (орехов, фруктов, овощей и семян), сбора воды, изготовления оружия и строительства жилищ.
Изготовление орудий встречается гораздо реже, чем простое использование орудий, и, вероятно, представляет собой более высокий уровень когнитивного функционирования. Вскоре после того, как Гудолл впервые обнаружила использование орудий, она заметила, что другие шимпанзе берут в руки ветки с листьями, отрывают листья и используют стебли для ловли насекомых. Превращение ветки с листьями в орудие было важным открытием. До этого учёные считали, что только люди изготавливают и используют орудия и что эта способность отличает людей от других животных. В 1990 году утверждалось, что единственным приматом, изготавливающим орудия в дикой природе, был шимпанзе. Однако с тех пор сообщалось о нескольких приматах, изготавливающих орудия в дикой природе.
И у бонобо, и у шимпанзе было замечено, что они делают «губки» из листьев и мха, которые впитывают воду, и используют их для ухода за шерстью. Суматранские орангутаны берут живую ветку, удаляют с неё веточки и листья, а иногда и кору, прежде чем обломать или сплющить кончик, чтобы использовать его для ловли муравьёв или пчёл. Гориллы в неволе изготавливают различные инструменты.

#### Шимпанзе и бонобо

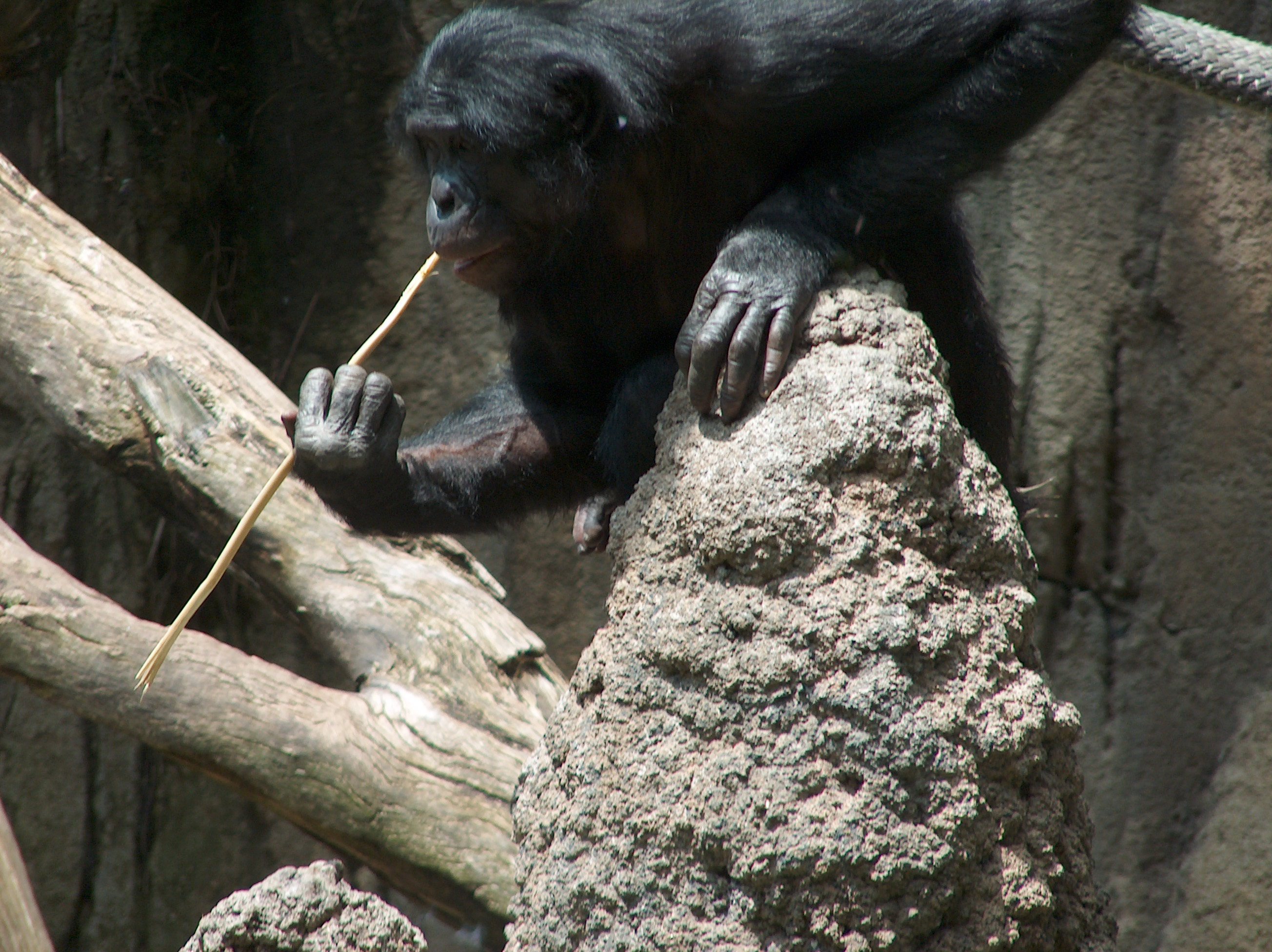
Бонобо ест термитов, пойманных им с помощью палки

Шимпанзе — искусные пользователи инструментов, которые, в частности, раскалывают орехи с помощью каменных орудий и ловят муравьёв или термитов с помощью палок. Эти шимпанзе не только используют палки для ловли добычи, но и создают для этого собственные «наборы инструментов», как было замечено в Республике Конго. Сначала они используют палку поменьше, чтобы раскопать термитник или муравейник, затем большой палкой делают отверстия в колонии добычи, а затем вставляют в отверстие «рыболовный крючок» и вытаскивают всех термитов или муравьёв, которые собрались на палке. Есть более ограниченные сведения о том, что близкородственные бонобо используют инструменты в дикой природе; утверждалось, что они редко используют инструменты в дикой природе, хотя в неволе они используют инструменты так же охотно, как шимпанзе. Сообщалось, что самки как шимпанзе, так и бонобо используют инструменты охотнее, чем самцы. Леонид Фирсов рассказал о случае, когда две самки шимпанзе случайно оставили ключи от своей клетки на расстоянии не менее 2,7 метра (9 футов) от неё и смогли использовать подручные предметы в качестве импровизированных инструментов, чтобы забрать их и выбраться наружу. Дикие шимпанзе в основном используют инструменты для добывания пищи, в то время как дикие бонобо, по-видимому, используют инструменты в основном для ухода за собой (очистка, защита от дождя) и в социальных целях. Было замечено, что дикие бонобо используют листья в качестве укрытия от дождя или ветки в социальных демонстрациях.
Исследование, проведённое в 2007 году, показало, что обыкновенные шимпанзе затачивают палки, чтобы использовать их в качестве оружия при охоте на млекопитающих. Это считается первым доказательством систематического использования оружия другими видами, кроме людей. Исследователи задокументировали 22 случая, когда дикие шимпанзе в саванне в Сенегале превращали палки в «копья», чтобы охотиться на малых галаго. В каждом случае шимпанзе модифицировал ветку, отламывая один или два конца, и часто затачивал палку зубами. В среднем длина инструментов составляла около 60 см (24 дюйма), а диаметр — 1,1 см (0,4 дюйма). Затем шимпанзе втыкал копьё в дупла деревьев, где спят детёныши шимпанзе. Был один случай, когда шимпанзе успешно извлёк детёныша с помощью инструмента. Было высказано предположение, что слово «копье» — это преувеличение, из-за которого шимпанзе кажутся слишком похожими на древних людей, и что термин «дубинка» более точен, поскольку остриё инструмента может быть не особенно острым. Такое поведение чаще наблюдалось у самок, особенно у самок-подростков, и у молодых шимпанзе в целом, чем у взрослых самцов.
Шимпанзе часто едят костный мозг из длинных костей колобусов с помощью маленьких палочек, предварительно разгрызая концы костей зубами. Было замечено, что молодая самка поедала небольшие кусочки мозга из неповреждённого черепа, который она не могла разгрызть, вставив маленькую палочку в большое затылочное отверстие. В другой раз взрослая самка использовала три палочки, чтобы очистить глазницы черепа колобуса после того, как съела глаза.
В национальном парке Гомбе в 1960 году Джейн Гудолл наблюдала, как шимпанзе Дэвид Грейберд совал кусочки травы в термитник, а затем подносил траву ко рту. После того, как он ушел, Гудолл подошла к насыпи и повторила то же поведение, потому что не была уверена, что делает Дэвид. Она обнаружила, что термиты вгрызаются в траву своими челюстями. Дэвид использовал траву как инструмент для «ловли» или «вылавливания» термитов. Вскоре после того, как Дэвид впервые использовал инструмент, Гудолл заметил, что он и другие шимпанзе берут ветки с листьями, отрывают листья и используют стебли для ловли насекомых. Превращение ветки с листьями в орудие труда стало важным открытием: раньше учёные считали, что только люди изготавливают и используют орудия труда и что именно это отличает людей от других животных.
Тайские шимпанзе раскалывают орехи камнями, но нет никаких свидетельств того, что гомбийские шимпанзе используют камни таким образом. После раскалывания орехов с помощью молотка до ядрышек бывает трудно добраться зубами или ногтями, и некоторые особи используют палки, чтобы удалить их, вместо того чтобы раскалывать орех дальше с помощью молотка, как это делают другие особи: относительно редкое сочетание использования двух разных инструментов. Молотки для открывания гаек могут быть деревянными или каменными.

#### Орангутаны

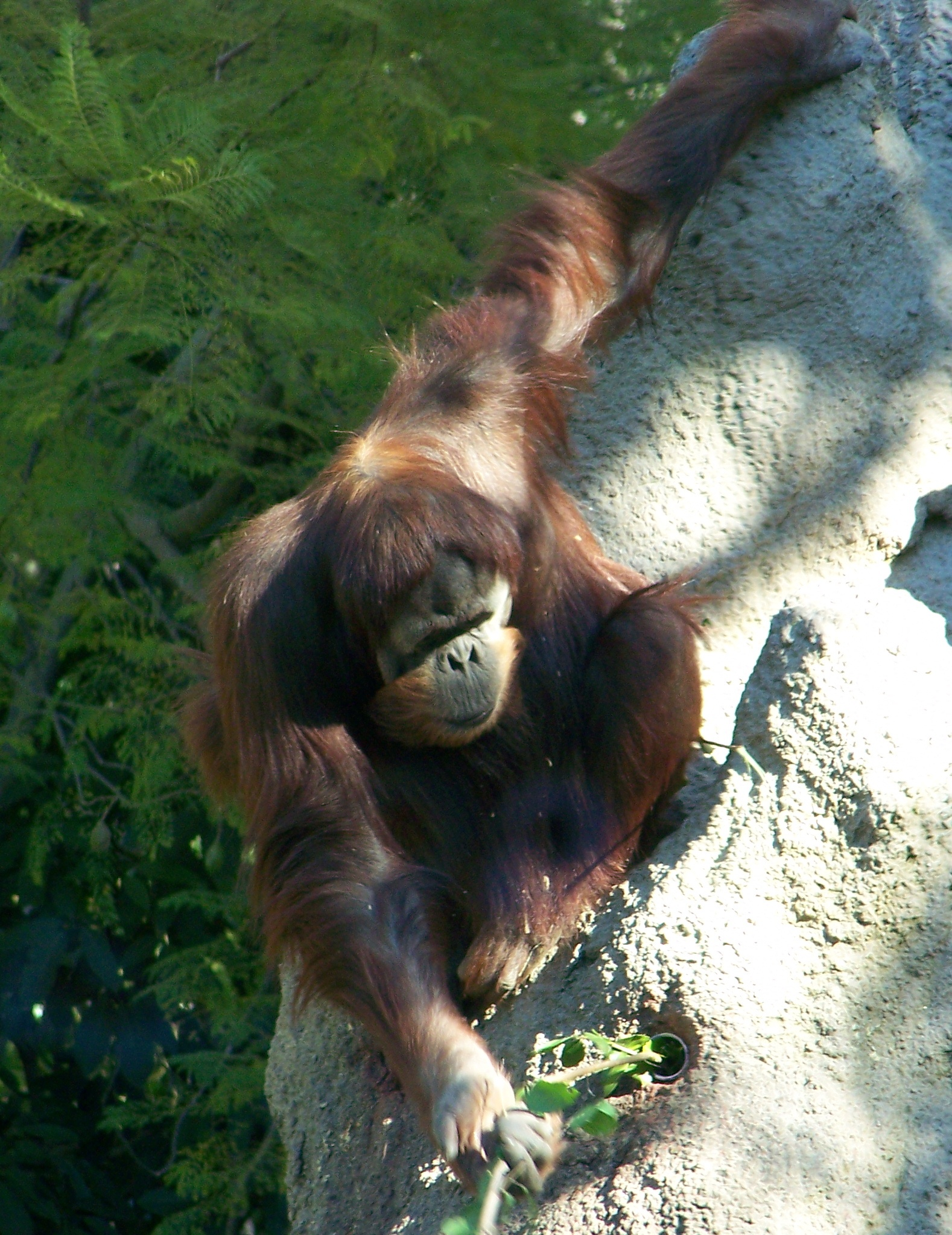
Орангутан палкой пытается достать что-то из трубы

Орангутаны впервые были замечены за использованием инструментов в дикой природе в 1994 году в северо-западной части Суматры. Как и шимпанзе, орангутаны используют инструменты, сделанные из веток и листьев, чтобы царапать, соскребать, вытирать, выжимать, бить, поддевать, долбить и стучать. Они отламывают ветку дерева длиной около 30 см, отщепляют веточки, обгрызают один конец, а затем используют палку, чтобы рыть в дуплах деревьев, где живут термиты. Суматранские орангутаны используют различные инструменты — до 54 видов для добычи насекомых или мёда и до 20 видов для открывания или подготовки таких труднодоступных плодов, как Neesia malayana. Они также используют «аутоэротический инструмент» — палку, которую они используют для стимуляции гениталий и мастурбации (замечено как у самцов, так и у самок). Поступали сообщения о том, что особи как в неволе, так и в дикой природе используют инструменты, зажатые между губами или зубами, а не в руках. В неволе орангутанов научили раскалывать камень для изготовления и использования олдувайских инструментов.
Орангутаны, живущие на Борнео, собирают рыбу, выброшенную на берег, и вылавливают сомов из небольших прудов, чтобы полакомиться свежей пищей. В течение двух лет антрополог Энн Рассон наблюдала, как орангутаны учатся тыкать палками в сомов, чтобы выгнать их из прудов в поджидающие их руки. Хотя орангутаны обычно ловили рыбу в одиночку, Рассон несколько раз наблюдала, как пары обезьян ловили сомов. На острове Кая в Борнео было замечено, как самец орангутанга использовал шест, по-видимому, пытаясь поймать рыбу на импровизированную удочку или оглушить её. Этот орангутан видел, как люди ловили рыбу с помощью настоящих удочек. Хотя ему это не удалось, позже он всё-таки смог это сделать, используя шест, чтобы поймать рыбу, уже попавшуюся на леску местных рыбаков.
Суматранские орангутаны используют палки, чтобы достать семена из определённых плодов. Когда плоды Neesia созревают, их твёрдая ребристая кожура размягчается и раскрывается. Внутри находятся семена, которые очень нравятся орангутанам, но они окружены похожими на стекловолокно волосками, которые причиняют боль, если их съесть. Орангутан, питающийся Neesia, выбирает палку длиной 12 см, снимает с неё кору, а затем аккуратно собирает волосинки. Как только плод созреет, обезьяна съест семена с помощью палки или пальцев. Суматранские орангутаны используют палку, чтобы проткнуть стенку пчелиного улья, передвинуть его и достать мёд.
Было замечено, что орангутаны используют палки, чтобы, по-видимому, измерять глубину водоёма. Сообщалось, что орангутаны используют инструменты для самых разных целей, в том числе используют листья в качестве защитных перчаток или салфеток, используют ветви с листьями, чтобы отгонять насекомых или собирать воду, а также строят навесы от солнца или дождя над гнёздами, в которых отдыхают. Сообщалось, что суматранский орангутан использовал большой лист в качестве зонта во время тропического ливня.
Орангутаны издают сигнал тревоги, известный как «поцелуйный писк», когда сталкиваются с таким хищником, как змея. Иногда орангутаны срывают листья с ветки и держат их перед ртом, издавая звук. Было обнаружено, что это снижает максимальную частоту звука, то есть делает его более глубоким, и, кроме того, маленькие орангутаны чаще используют листья. Было высказано предположение, что они используют листья, чтобы казаться крупнее, чем они есть на самом деле. Это первый задокументированный случай, когда животное использует инструмент для управления звуком.

#### Гориллы

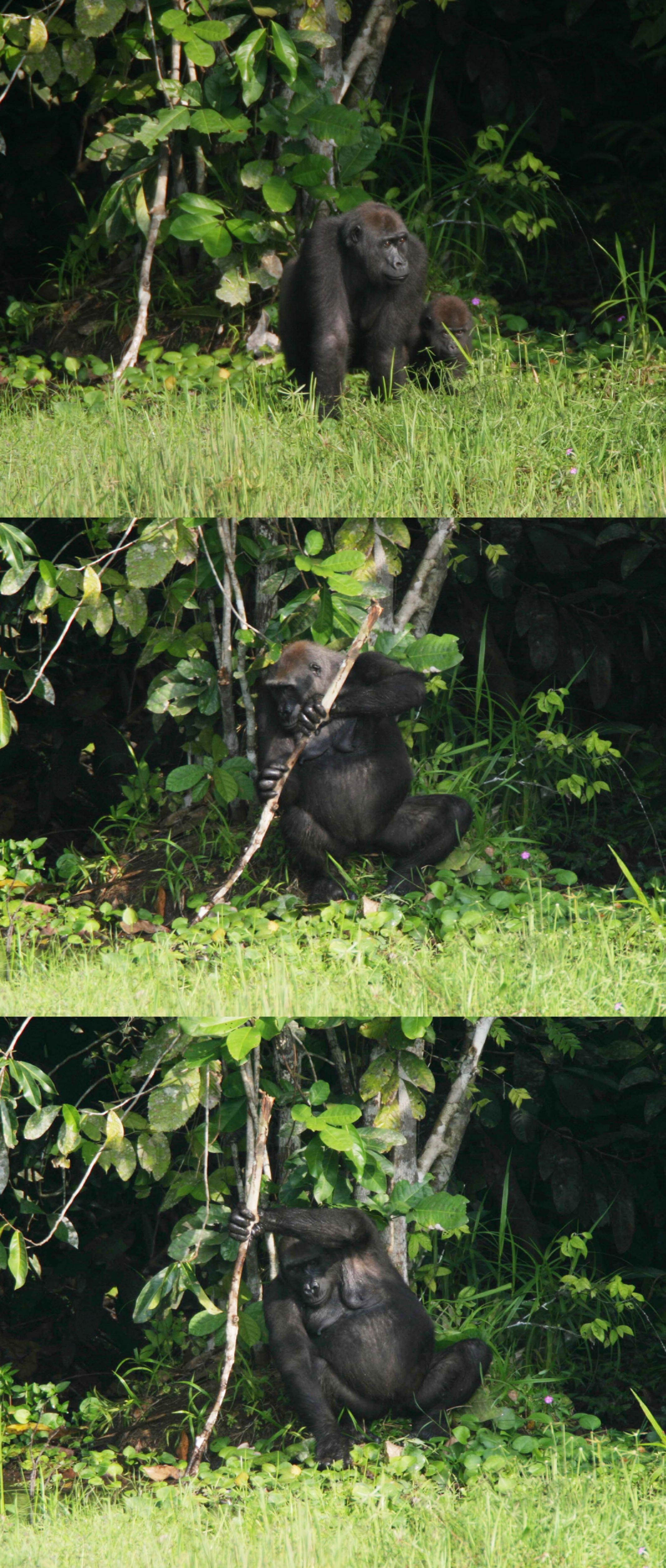
Горилла пользуется палкой для сбора водной растительности

Есть несколько сообщений о том, что гориллы используют примитивные орудия труда в дикой природе. У западных равнинных горилл было замечено, что они используют палки, чтобы, по-видимому, измерять глубину воды, а также в качестве «трости» для поддержки равновесия при переходе через более глубокие водоёмы. Взрослая самка использовала отломанную ветку небольшого кустарника в качестве опоры во время сбора пищи, а другая использовала бревно в качестве моста. Одно из возможных объяснений отсутствия наблюдаемого использования инструментов у диких горилл заключается в том, что они в меньшей степени зависят от методов поиска пищи, требующих использования инструментов, поскольку они используют пищевые ресурсы иначе, чем шимпанзе. В то время как у шимпанзе и орангутангов при кормлении используются такие инструменты, как молотки для раскалывания орехов и палки для ловли термитов, гориллы получают доступ к этим продуктам, раскалывая орехи зубами и разбивая термитники руками.
Было замечено, что западные равнинные гориллы в неволе угрожают друг другу палками и более крупными кусками дерева, в то время как другие используют палки в гигиенических целях. Некоторые самки пытались использовать брёвна в качестве лестниц. В другой группе горилл в неволе несколько особей бросали палки и ветки в дерево, по-видимому, чтобы сбить листья и семена. Гориллы в Пражском зоопарке использовали инструменты несколькими способами, в том числе в качестве «тапочек» при ходьбе по снегу или по мокрому полу.

## Ограничения в использовании орудий труда
Инструменты, используемые нечеловеческими приматами, ограничены по своей сложности. В отличие от человеческих инструментов, сложность которых возрастает по мере передачи по наследству, нечеловеческие инструменты приматов могут быть ограничены так называемыми «зонами скрытых решений» (ЗСР), то есть набором инструментов и техник, которые могут быть разработаны видом независимо. Инструменты в пределах этой зоны могут быть изучены индивидуально и социально, но инструменты за пределами этой зоны — нет. Это делает нечеловеческих приматов неспособными разрабатывать инструменты за пределами этой зоны, вплоть до уровней человеческих технологий.
Согласно гипотезе ЗСР, у каждого примата есть зона решений экологических проблем, которая может развиваться во взаимодействии с окружающей средой. Эта зона как раз и называется зоной скрытых решений. Этот набор навыков соответствует окружающей среде примата; он содержит наборы потенциальных решений, которые могут быть реализованы в рамках существующего и потенциального поведения примата. Использование инструментов в пределах этой зоны также может выражаться в генетической предрасположенности, в обучении методом проб и ошибок, и все это может быть вызвано социальным обучением — но это социальное обучение не передает сами навыки, как у людей. Все это может привести некоторых к выводу, что все приматы обладают человекоподобной способностью копировать друг у друга навыки изготовления и / или использования сложных инструментов. Однако использование нечеловеческих инструментов у приматов, вероятно, ограничено этими инструментами в пределах зоны скрытых решений каждого вида — если только обучение человека не расширит эту зону.
Например, каждый шимпанзе способен научиться использовать палки, чтобы ловить и поедать муравьёв. Такое поведение, вероятно, заложено в ЗСР шимпанзе и, следовательно, входит в потенциальный биологический набор инструментов каждого шимпанзе. Однако многим может потребоваться социальный «толчок», то есть триггер, прежде чем они сами разовьют такое поведение. Однако шимпанзе и все остальные человекообразные обезьяны, по-видимому, не способны научиться использовать инструменты за пределами своей зоны ближайшего развития, то есть в тех случаях, когда поведение не просто запускается, а копируется. Например, в эксперименте 2009 года ни один вид человекообразных обезьян, кроме людей (включая шимпанзе, горилл и орангутанов), не смог спонтанно согнуть гибкую полоску в петлю, чтобы зацепить и достать недоступный иным способом предмет, даже при обучении человеком. Поскольку петли надежно удерживаются за пределами ЗСР человекообразных обезьян — возможно, потому, что такое поведение никогда не было полезным в их экологической среде, — приматы, не являющиеся людьми, не могут научиться такому поведению в социальной среде.